# Comunidad de villa y tierra de San Pedro Manrique

Comunidades de villa y tierra de la Extremadura castellana.

La Comunidad de villa y tierra de San Pedro de Yanguas o Comunidad de villa y tierra de San Pedro Manrique fue una de las comunidades de villa y tierra de la Extremadura castellana, que tuvo vigencia desde el siglo XII hasta el siglo XIX. Con el nombre de Partido de San Pedro Manrique formaba parte de la Intendencia de Soria, en la región española de Castilla la Vieja, hoy comunidad autónomas de Castilla y León.

## Toponimia e historia

### Comunidad de Villa y Tierra de San Pedro de Yanguas
La capitalidad estuvo en la villa de San Pedro Manrique. Fue conquistada y repoblada por navarros en el siglo XI. Fue la cabecera de su comunidad de villa y tierra. En 1464 cambia su antiguo nombre de San Pedro de Yanguas por el actual al adicionarle el duque de Nájera el apellido de su familia, Manrique. Siguió conociéndose como Tierra de San Pedro de Yanguas durante el siglo XVI según se recoge en los censos.
La Comunidad de villa y tierra de San Pedro de Yanguas se dividía en cuatro sexmos: Huérteles, Carrascales, Río de Vea y Oncala. La superficie era de 267,62 km² y contaba como centro la villa de San Pedro Manrique y las 24 aldeas siguientes, todas con jurisdicción de señorío.

#### Sexmo de Huérteles
| - Ventosa (San Pedro Manrique). - Rabanera (despoblado Ventosa de San Pedro). | - Palacios. - Huérteles (Villar del Río). | - Horcajo (Huérteles). - Fuentes (San Pedro Manrique). | - Taniñe (San Pedro Manrique). - Montaves (Villar del Río) |  |

#### Sexmo de Carrascales
| - Sarnago (San Pedro Manrique). - Valdeneguilla (San Pedro Manrique). | - Val de prado. - Castillejo (Valdeprado). | - Valdelavilla (despoblado, San Pedro Manrique). - Matasejún (San Pedro Manrique). | - El Molino (Matasejún). |  |

#### Sexmo del Río de Vea
| - Molino de Vea (despoblado, San Pedro Manrique). | - Peñascuerna (despoblado, San Pedro Manrique). | - Villarijo (despoblado, San Pedro Manrique). | - Valdemoro y Armejún (despoblados, San Pedro Manrique). |  |

#### Sexmo de Oncala
| - San Andrés (Oncala). | - Oncala. | - El Collado (Oncala). | - Navabellida (Oncala). |  |

Además había dos despoblados que no vienen recogidos en el censo de Floridablanca pero que si aparecen en el Censo de Población de la Corona de Castilla del año 1594, Torderón y Horcajada.

### Partido de San Pedro Manrique
En el censo de Floridablanca se recogen además de la villa de San Pedro Manrique, 27 aldeas, todas con jurisdicción de señorío.
| - San Pedro Manrique - Acrijos (despoblado, San Pedro Manrique). - Armejún (despoblados, San Pedro Manrique). - Vea (despoblado, San Pedro Manrique). - Buimanco (despoblado, San Pedro Manrique). - Castillejo (Valdeprado). - El Collado (Oncala). | - Fuentebella (despoblado, San Pedro Manrique). - Fuentes (San Pedro Manrique). - Huérteles (Villar del Río). - Matasejún (San Pedro Manrique). - Montaves (Villar del Río) - Navabellida (Oncala). - Oncala. | - Palacio. - Peñascuerna (despoblado, San Pedro Manrique). - San Andrés (Oncala). - Sarnago (San Pedro Manrique). - Taniñe (San Pedro Manrique). - Valdelavilla (despoblado, San Pedro Manrique) | - Valdemoro (despoblado, San Pedro Manrique) - Valdenegrillos (San Pedro Manrique). - Val de prado. - El Vallejo (despoblado, San Pedro Manrique). - Ventosa (San Pedro Manrique). - Villarijo (despoblado, San Pedro Manrique). |  |